# Ройер, Жан-Жюльен
Жан-Жюльен Ройер (нидерл. Jean-Julien Rojer; родился 25 августа 1981 года на Кюрасао) — нидерландский профессиональный теннисист; победитель четырёх турниров Большого шлема (трижды в мужском парном разряде и один раз в миксте); победитель Итогового турнира ATP (2015) в парном разряде; бывшая третья ракетка мира в парном разряде; победитель 37 турниров ATP в парном разряде.

## Общая информация
Жан-Жюльен — один из двух сыновей Рэндола и Назиры Ройеров; его брата зовут Жан-Джамиль. Жан-Жюльен — единственный профессиональный спортсмен в семье: его отец — стоматолог, мать — воспитательница в детском саду, а брат — врач-хирург челюстно-лицевой направленности.
Уроженец Кюрасао владеет английским, испанским, нидерландским, а также языком папьяменто.
Ройер в теннисе с пяти лет, любимое покрытие — грунт. В 13 лет Жан-Жюльен переехал в Майами, где некоторое время тренировался в клубе в Ки-Бискейне, а после играл в теннисной лиге NCAA за Калифорнийский университет, несколько раз выигрывая общий турнир в одиночном и в парном разрядах.

## Спортивная карьера

### Первые годы
Жан-Жюльен в юниорском туре сумел за несколько лет в старшей лиге подобных соревнований добраться до 31-й строчки рейтинга в одиночных соревнованиях и 27-й — в парной. Основные успехи Ройера в этот период связаны со стабильными результатами на мелких соревнованиях, где он выиграл много титулов, а на соревнованиях GA его лучшим результатом стал полуфинал парного турнира Orange Bowl 1999 года, где он вместе с Тресом Дэвисом обыграл пару с участием Энди Роддика, но уступил Марди Фишу и Йоахиму Юханссону.
Карьера во взрослом туре началась сравнительно поздно: лишь в 1997 году уроженец Кюрасао впервые попробовал себя на соревнованиях младшей ступени протура и некоторое время играл подобные соревнования весьма эпизодически, делая больший упор сначала на юниорский тур, а затем на учёбу и игры в NCAA. С 1999 года выступления в протуре постепенно стали всё более частыми и всё более качественными: Ройер сначала впервые попал в парный рейтинг, а вскоре и в одиночный. За следующие семь лет Жан-Жюльен играл в основном на турнирах серии «Фьючерс», но на более серьёзный уровень так выйти и не мог, изредка играя небольшие соревнования серии «Челленджер» и лишь раз добравшись на них до титульного матча (в июле 2005 года, на соревновании в Боготе, где самый сильный из его соперников числился на момент старта турнира на 183-й строчке классификации). Вскоре после этого он взобрался на высшую в своей карьере позицию в одиночной классификации, став 218-й ракеткой. Некоторое время уроженец Кюрасао удерживался на этих позициях, но к 2008 году, с качественным ростом результатов в парном разряде, Ройер практически забросил выступления в одиночных турнирах.

### 2003—2011
Результаты Ройера в парном разряде некоторое время уступали одиночным, но к 2003 году ситуация стала меняться: Жан-Жюльен достаточно быстро смог неплохо проявить себя на «челленджерах» и осенью того года выдал серию из финалов на соревнованиях этой серии, закончившейся, в итоге, первым титулом на подобном уровне — вместе с Равеном Класеном он стал лучшим на турнире в Бухаре. Активно меняя партнёров и пытаясь некоторое время совмещать выступления в одиночном и парном разряде, Ройер к осени 2006 года набрал достаточный рейтинг чтобы впервые войти в Топ-200 парной классификации. Через год эти результаты удалось закрепить, а на Уимблдоне Ройер впервые провёл матч на взрослых турнирах Большого шлема: вместе с Брианом Дабулом он пробует себя в отборочном турнире, но выбывает уже после первого матча. Некоторое время Жан-Жюльен ещё активно менял партнёров, но затем нашёл себе постоянного напарника: на эту роль, в итоге, был выбран Юхан Брунстрём. Интернациональный дуэт удачно провёл несколько «челленджеров», а в июле 2008 года добрался до дебютного для каждого из них финала в основном туре ассоциации: в Бостаде они переиграли несколько квалифицированных пар, а в решающем матче уступили Робину Сёдерлингу и Йонасу Бьоркману. Этот результат, в совокупности с рядом удач на более мелких турнирах, позволил Ройеру подняться к концу сезона в девятый десяток классификации. Через год швед и антилец продолжили совместные выступления, добившись ещё четырёх финалов на соревнованиях тура. В мае Жан-Жюльен впервые сыграл в основной сетке турниров Большого шлема, а к концу года он смог добраться до места в первой полусотни классификации. Пара продолжала существовать до конца июня 2010 года, но так и не сумела выиграть ни одного титула на элитном уровне.
Следующий качественный рывок в карьере Ройера состоялся при содействии американца Эрика Буторака; начав играть вместе во время US Open Series того года, они уже к концу сезона смогли завоевать пару титулов в основном туре ассоциации, победив сначала на сравнительно крупном турнире в Токио, а затем повторив этот результат в Стокгольме. Пара отыграла вместе весь следующий сезон, отметившись в полуфинале Открытого чемпионата Австралии и регулярно доходя до решающих стадий соревнований младших серий основного тура, благодаря чему Ройер к концу сезона смог подняться на восемнадцатую строчку рейтинга. Впрочем отсутствие сколько-нибудь значимых успехов на соревнованиях серии Мастерс и возможность попробовать себя в будущем сезоне с рядом конкурентоспособных напарников заставила американца в межсезонье прекратить совместные выступления с Ройером.

### 2012—2013

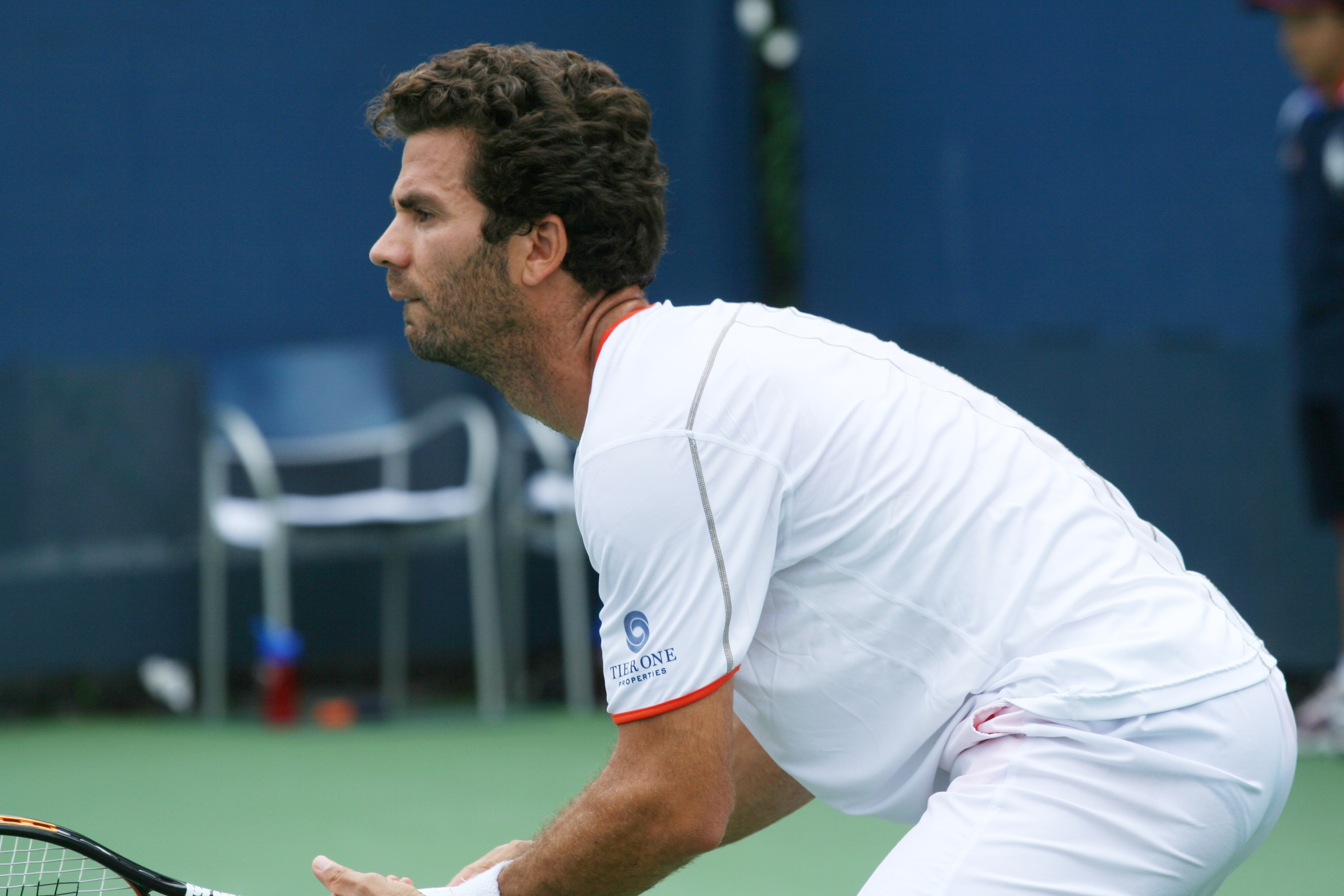
Ройер на Открытом чемпионате США 2013 года

В новом сезоне Буторак попробовал играть с Бруно Соаресом, но не сильно преуспел в этом и вскоре вновь сменил партнёра, а Жан-Жюльен договорился с оставшимся в олимпийский год без постоянного напарника Айсамом Куреши. Нидерландско-пакистанский альянс некоторое время играл не слишком удачно, но к европейскому грунтовому сезону стабилизировал результаты: выиграл в Оэйраше первый совместный титул, обыграл на Мастерсе в Мадриде братьев Брайнов, а затем дошёл до полуфинала на Ролан Гаррос. Во второй половине сезона Куреши и Ройер отметились в полуфинале Открытого чемпионата США, а также добрались до первого в совместной карьере финала соревнования серии Мастерс: в Париже, где по ходу приза переиграли Максима Мирного и Даниэля Нестора, но уступили Махешу Бхупати и Рохану Бопанне. Не слишком стабильный, но достаточно результативный год позволил паре к концу года набрать достаточный рейтинг, чтобы пробиться на Итоговый турнир, где они, впрочем, проиграли все три матча.
Став одним из игроков элитной группы мужского парного рейтинга Жан-Жюльен получил возможность регулярно играть соревнования среди смешанных пар на турнирах Большого шлема. Постепенно привыкнув к подобной разновидности парных игр Ройер к 2012 году стал способен регулярно выдавать здесь неплохие результаты: на Открытом чемпионате США 2012 года, в паре с Анастасией Родионовой он вышел в четвертьфинал, а на Уимблдоне следующего года, в сотрудничестве с Верой Душевиной, добрался до полуфинала, среди прочих оставив не у дел альянс Максим Мирный / Андреа Главачкова.

### 2014—2015 (победы на Ролан Гаррос и Уимблдоне)
В 2014 году нидерландец объединился с румыном Хорией Текэу. Это партнёрство принесло Ройеру в итоге главные титулы и результаты в его карьере. Альянс в начале с большим трудом обретал уверенность в своих действиях на крупных турнирах, а вот на мелких, иногда с теми же соперниками, выигрывал матч за матчем, завоевав за сезон сразу восемь титулов. Стабильные результаты на турнирах ATP 250 и ATP 500, в итоге, помогли европейцам завершить сезон в Топ-8 чемпионской гонки и сыграть на Итоговом турнире, где команда Ройера и Текэу, впрочем, опять не преуспела, продлив проигрышную серию Жана-Жюльена на этом соревновании до девяти матчей. Сезон турниров в миксте прошёл чуть более результативно: на Ролан Гаррос Ройер, в паре с немкой Анной-Леной Грёнефельд, не только добрался до титульного матча, но и победил в нём, на решающем тай-брейке оказавшись чуть сильнее альянса Ненад Зимонич / Юлия Гёргес. Титул стал первым в карьере Жан-Жюльена на турнирах серии Большого шлема.
| Стадия  | Соперники                               | Посев | Счёт              |
| 1 раунд | Чжэн Цзе Скотт Липски                   |       | 7-5 6-3           |
| 2 раунд | Луция Градецкая Мариуш Фирстенберг      | 6     | 6-7(8) 6-2 [10-5] |
| 1/4     | Аранча Парра Сантонха Сантьяго Гонсалес |       | 6-2 6-4           |
| 1/2     | Ярослава Шведова Бруно Соарес           | 3     | 3-6 7-6(4) [10-5] |
| Финал   | Юлия Гёргес Ненад Зимонич               | 8     | 4-6 6-2 [10-7]    |

В 2015 году Ройер и Текэу смогли подтянуть свои результаты и на крупных соревнованиях. На Открытом чемпионате Австралии их дуэт прошёл в полуфинал. В феврале они взяли первый титул в сезоне на зальном турнире в Роттердаме. В начале июня на Открытом чемпионате Франции, как и в Австралии, Ройер и Текэу остановились в шаге от решающего матча, пройдя в полуфинал. Зато на Уимблдонском турнире их уже не смогли остановить. Жан-Жюльен Ройер и Хория Текэу выиграли первый совместный турнир из серии Большого шлема, обыграв в финале Джейми Маррея и Джона Пирса. Ройер стал первым представителем Нидерландов с 1998 года, кому покорились мужские парные соревнования Уимблдона.
| Стадия  | Соперники (посев)                     | Рейтинг   | Счёт                    |
| 1 раунд | Мартин Клижан Лукаш Росол             | 97 / 47   | 3-0 — отказ             |
| 2 раунд | Андре Бегеман Юлиан Ноул              | 45 / 41   | 1-6 3-6 6-4 6-2 [15-13] |
| 3 раунд | Танаси Коккинакис Ллейтон Хьюитт (WC) | 175 / 133 | 7-6(7) 6-3 7-6(1)       |
| 1/4     | Ненад Зимонич Марцин Матковский (7)   | 11 / 17   | 6-4 6-3 7-6(2)          |
| 1/2     | Рохан Бопанна Флорин Мерджа (9)       | 18 / 15   | 4-6 6-2 6-3 4-6 [13-11] |
| Финал   | Джейми Маррей Джон Пирс (13)          | 28 / 27   | 7-6(5) 6-4 6-4          |

На Открытом чемпионате США 2015 года Ройер и Текэу смогли дойти до четвертьфинала. В конце сезонам они выиграли Итоговый турнир года в парном разряде, обыграв в финале пару Рохан Бопанна и Флорин Мерджа со счётом 6-4, 6-3. Это принесло Жану-Жюльену третье место в парном рейтинге по итогам сезона — самая высокая классификация в его карьере.

### 2016—2017 (титул в США)
2016 год вышел менее удачным чем предыдущий. Лучшим результатом Жан-Жюльена на турнирах Большого Шлема стал четвертьфинал Открытого чемпионата Австралии, в котором он сыграл в паре с Текэу. В мае их дуэт смог выиграть парный приз Мастерса в Мадриде. На Олимпийских Играх Ройер проиграл в первых кругах и в парном разряде с Робином Хасе будущим победителям турнира Рафаэлю Надалю и Марку Лопесу, и в смешанном разряде с Кики Бертенс будущим серебряным призёрам Винус Уильямс и Радживу Раму. В августе Ройер и Текэу смогли дойти до финала Мастерса в Цинциннати. По итогам сезона их пара не смогла отобраться в Итоговый турнир ATP, а Ройер скатился в рейтинге за сезон с 3-го на 27-е место.
В 2017 году Ройер и Текэу выступили уже лучше. Первый титул они выиграли в феврале на соревнованиях в Дубае. Следующую победу они одержали в мае на небольшом турнире в Женеве, а в августе им удалось победить на турнире в Уинстон-Сейлеме. Турниры Большого шлема в 2017 году складывались для Ройера и Текэу не лучшим образом, но на последнем из них в сезоне — Открытом чемпионате США им удалось выиграть титул, ставшим вторым для них на Больших шлемах, после Уимблдона 2015 года. В полуфинале Ройер и Текэу выиграли у первых номеров посева Хенри Континена и Джона Пирса, а в финале оказались сильнее испанского дуэта Марка Лопеса и Фелисиано Лопеса. Жан-Жюльен стал первым представителем Нидерландов с 1994 года, кому удалось победить на Большом шлеме в США в мужских парах и первый с 1997 года в любом разряде. Благодаря этой победе Ройер смог вернуть себе место в топ-10 парного рейтинга. Также эта победа для него стала 25-й в Мировом туре в мужском паном разряде.
| Стадия  | Соперники (посев)                 | Рейтинг   | Счёт              |
| 1 раунд | Дамир Джумхур Душан Лайович       | 745 / 212 | 7-6(5) 6-7(4) 6-3 |
| 2 раунд | Лу Яньсюнь Чон Хён                | 339 / 697 | 6-3 6-2           |
| 3 раунд | Марсель Гранольерс Иван Додиг (6) | 14 / 11   | 6-4 6-3           |
| 1/4     | Джейми Маррей Бруно Соарес (4)    | 6 / 7     | 6-1 6-2           |
| 1/2     | Хенри Континен Джон Пирс (1)      | 1 / 2     | 1-6 7-6(5) 7-5    |
| Финал   | Марк Лопес Фелисиано Лопес (11)   | 21 / 24   | 6-4 6-3           |

Осенняя часть сезона 2017 года для Ройера и Текэу прошла без титулов. На Итоговом турнире они не смогли выиграть ни одного матча и заняли последнее место в своей группе. Завершил сезон Ройер на 7-й строчке парного рейтинга.

### 2018—2020

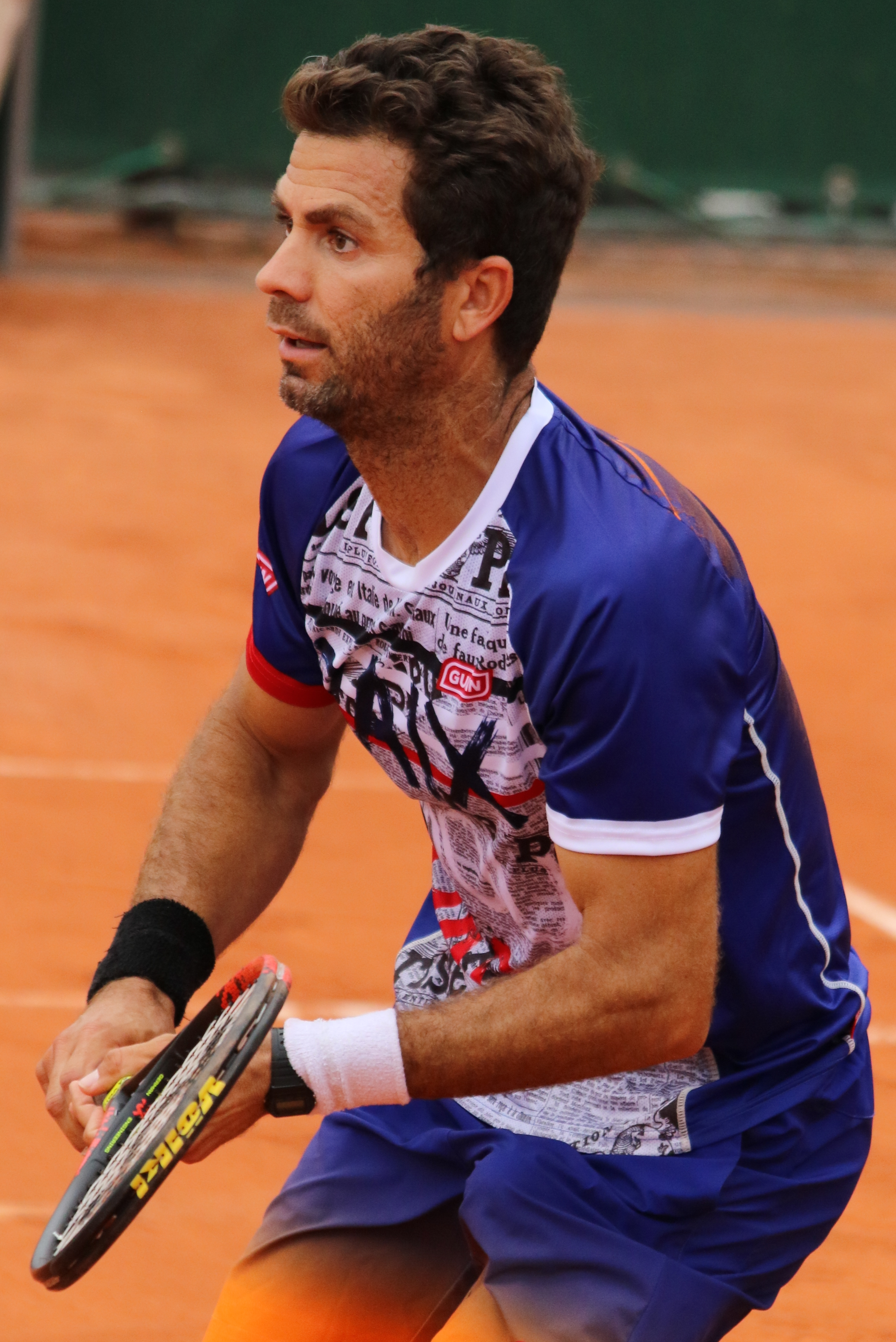
Ройер на Ролан Гаррос 2019 года

В начале марта 2018 года Ройер и Текэу защитили свой прошлогодний титул на турнире в Дубае. В августе им также удалось второй год подряд выиграть турнир в Уинстон-Сейлеме. На крупных турнирах они сыграли невыразительно. Единственного финала серии Мастерс Ройер и Текэу добились в ноябре в Париже, но проиграли в нём Марселю Гранольерсу и Радживу Раму.
Следующий сезон Ройер и Текэу в целом сыграли на таком же уровне. В мае им удалось победить на грунтовом Мастерсе в Мадриде, в финале которого они переиграли Доминика Тима и Диего Шварцмана — 6-2, 6-3. На Открытом чемпионате Франции они впервые за два сезона доиграли до четвертьфинала Большого шлема. На Уимблдонском турнире Ройер и Текэу также прошли в стадию 1/4 финала. В октябре они выиграли второй турнир в сезоне, став чемпионами соревнований в Базеле. В конце сезона Ройер и Текэу сыграли на Итоговом турнире в Лондоне, где смогли выиграть только один матч из трёх и не вышли из своей группы.

### Сборная, командные и национальные турниры
Ройер является одним из немногих теннисистов, сумевших за свою карьеру поиграть за несколько сборных в Кубке Дэвиса: в 1998—2007 годах он регулярно призывался в команду Нидерландских Антильских островов, сыграв за неё в 29 матчевых встречах и переписав на себя все рекорды этой сборной. С ликвидацией отдельной теннисной федерации у этой части Нидерландов Жан-Жюльен принял приглашение главной нидерландской теннисной федерации и с 2012 года регулярно представляет это европейское государство в турнире. В этом же году уроженец Кюрасао впервые смог отобраться и сыграть в Олимпийском теннисом турнире. Со сборной Нидерландов Ройер сыграл на май 2020 года 16 парных встреч, из которых десять выиграл.
Как и многие теннисисты, долгое время пребывающие в Северной Америке, Жан-Жюльен получал приглашения сыграть и в ещё одном командном турнире: World TeamTennis. В 2013 году Ройер провёл особо удачное соревнование, будучи признанным лигой самым полезным игроком среди мужчин и внеся существенный вклад в выход своего клуба — Спрингфилд Лейзерс — в финал турнира.

## Рейтинг на конец года
| Год  | Одиночный рейтинг | Парный рейтинг |
| 2023 |                   | 18             |
| 2022 |                   | 6              |
| 2021 |                   | 38             |
| 2020 |                   | 25             |
| 2019 |                   | 20             |
| 2018 |                   | 19             |
| 2017 |                   | 7              |
| 2016 |                   | 27             |
| 2015 |                   | 3              |
| 2014 |                   | 16             |
| 2013 | 1161              | 15             |
| 2012 |                   | 13             |
| 2011 |                   | 20             |
| 2010 |                   | 41             |
| 2009 |                   | 43             |
| 2008 | 1395              | 84             |
| 2007 | 662               | 218            |
| 2006 | 334               | 142            |
| 2005 | 237               | 245            |
| 2004 | 290               | 243            |
| 2003 | 357               | 256            |
| 2002 | 335               | 787            |
| 2001 | 1169              |                |
| 2000 | 1238              | 917            |
| 1999 |                   | 1187           |

## Выступления на турнирах

### Финалы челленджеров и фьючерсов в одиночном разряде (20)

#### Победы (14)
| Условные обозначения |
| Челленджеры (0+11)*  |
| Фьючерсы (14+9)      |

| Титулы по покрытиям | Титулы по месту проведения матчей турнира |
| ------------------- | ----------------------------------------- |
| Хард (12+10)*       | Зал (0)                                   |
| Грунт (2+10)        | Зал (0)                                   |
| Трава (0)           | Открытый воздух (14+20)                   |
| Ковёр (0)           | Открытый воздух (14+20)                   |

* количество побед в одиночном разряде + количество побед в парном разряде.
| №   | Дата             | Турнир                                    | Покрытие | Соперник в финале        | Счёт        |
| 1.  | 15 сентября 2002 | Монтего-Бей, Ямайка                       | Хард     | Брендон Вагнер           | 6-3 7-5     |
| 2.  | 10 ноября 2002   | Монтего-Бей, Ямайка                       | Хард     | Ламин Уахаб              | 6-4 6-1     |
| 3.  | 17 ноября 2002   | Бриджтаун, Барбадос                       | Хард     | Хавьер Таборга           | 6-2 6-1     |
| 4.  | 24 ноября 2002   | Кюрасао, Нидерландские Антильские острова | Хард     | Алан Макин               | 6-4 4-6 6-2 |
| 5.  | 1 декабря 2002   | Ораньестад, Аруба                         | Хард     | Михал Пшисенжний         | 6-2 6-2     |
| 6.  | 22 декабря 2002  | Трелони, Ямайка                           | Хард     | Дастин Браун             | 6-4 6-3     |
| 7.  | 2 февраля 2003   | Монтего-Бей, Ямайка                       | Хард     | Франсиско Коста          | 4-6 6-4 6-3 |
| 8.  | 4 мая 2003       | Гвадалахара, Мексика                      | Грунт    | Игнасио Гонсалес Кинг    | 0-6 6-4 6-4 |
| 9.  | 12 сентября 2004 | Гуаякиль, Эквадор                         | Грунт    | Пабло Гонсалес           | 6-4 6-1     |
| 10. | 3 октября 2004   | Каракас, Венесуэла                        | Хард     | Джонатан Медина Альварес | 6-0 6-3     |
| 11. | 10 октября 2004  | Каракас, Венесуэла                        | Хард     | Хосе де Армас            | 6-1 6-3     |
| 12. | 17 октября 2004  | Каракас, Венесуэла                        | Хард     | Хосе де Армас            | 6-4 6-2     |
| 13. | 23 октября 2004  | Гавана, Куба                              | Хард     | Рикардо Чили Фонте       | 6-0 6-2     |
| 14. | 30 января 2005   | Сан-Хосе, Коста-Рика                      | Хард     | Мигель Гальярдо Вальес   | 6-2 6-1     |

#### Поражения (5)
| №  | Дата            | Турнир               | Покрытие | Соперник в финале   | Счёт           |
| 1. | 15 декабря 2002 | Монтего-Бей, Ямайка  | Хард     | Михал Пшисенжний    | 6-7(7) 4-6     |
| 2. | 24 января 2004  | Гватемала, Гватемала | Хард     | Херберт Вилтшниг    | 3-6 4-6        |
| 3. | 31 января 2004  | Сан-Хосе, Коста-Рика | Хард     | Стефан Вотерс       | 6-7(6) 3-6     |
| 4. | 24 июля 2005    | Богота, Колумбия     | Грунт    | Маркос Даниэль      | 4-6 4-6        |
| 5. | 18 февраля 2007 | Мехико, Мексика      | Хард     | Оскар Бурьеса Лопес | 6-3 4-6 6-7(2) |

#### Несыгранные финалы (1)
| №  | Дата             | Турнир              | Покрытие | Соперник в финале |
| 1. | 29 сентября 2002 | Монтего-Бей, Ямайка | Хард     | Жюльен Кассен     |

### Финалы турниров Большого шлема в парном разряде (3)

#### Победы (3)
| №  | Год  | Турнир                     | Покрытие | Партнёр         | Соперники в финале         | Счёт              |
| 1. | 2015 | Уимблдон                   | Трава    | Хория Текэу     | Джейми Маррей Джон Пирс    | 7-6(5) 6-4 6-4    |
| 2. | 2017 | Открытый чемпионат США     | Хард     | Хория Текэу     | Марк Лопес Фелисиано Лопес | 6-4 6-3           |
| 3. | 2022 | Открытый чемпионат Франции | Грунт    | Марсело Аревало | Иван Додиг Остин Крайчек   | 6-7(4) 7-6(5) 6-3 |

### Финалы Итогового турнираATPв парном разряде (1)

#### Победы (1)
| №  | Год  | Турнир                 | Покрытие   | Партнёр     | Соперники в финале          | Счёт    |
| 1. | 2015 | Лондон, Великобритания | Хард (зал) | Хория Текэу | Рохан Бопанна Флорин Мерджа | 6-4 6-3 |

### Финалы турнировATPв парном разряде (61)

#### Победы (37)
| Легенда                         |
| ------------------------------- |
| Турниры Большого шлема (0+3+1)* |
| Итоговый турнир ATP (0+1)       |
| ATP Мастерс 1000 (0+4)          |
| АТР 500 (0+8)                   |
| АТР 250 (0+21)                  |

| Титулы по покрытиям | Титулы по месту проведения матчей турнира |
| ------------------- | ----------------------------------------- |
| Хард (0+25)*        | Зал (0+10)                                |
| Грунт (0+9+1)       | Зал (0+10)                                |
| Трава (0+3)         | Открытый воздух (0+27+1)                  |
| Ковёр (0)           | Открытый воздух (0+27+1)                  |

* количество побед в одиночном разряде + количество побед в парном разряде + количество побед в миксте.
| №   | Дата             | Турнир                     | Покрытие   | Партнёр              | Соперники в финале                       | Счёт               |
| 1.  | 10 октября 2010  | Токио, Япония              | Хард       | Эрик Буторак         | Андреас Сеппи Дмитрий Турсунов           | 6-3 6-2            |
| 2.  | 24 октября 2010  | Стокгольм, Швеция          | Хард (зал) | Эрик Буторак         | Юхан Брунстрём Яркко Ниеминен            | 6-3 6-4            |
| 3.  | 1 мая 2011       | Оэйраш, Португалия         | Грунт      | Эрик Буторак         | Марк Лопес Давид Марреро                 | 6-3 6-4            |
| 4.  | 21 мая 2011      | Ницца, Франция             | Грунт      | Эрик Буторак         | Сантьяго Гонсалес Давид Марреро          | 6-3 6-4            |
| 5.  | 2 октября 2011   | Куала-Лумпур, Малайзия     | Хард (зал) | Эрик Буторак         | Филип Полашек Франтишек Чермак           | 6-1 6-3            |
| 6.  | 6 мая 2012       | Оэйраш, Португалия (2)     | Грунт      | Айсам-уль-Хак Куреши | Давид Марреро Юлиан Ноул                 | 7-5 7-5            |
| 7.  | 17 июня 2012     | Халле, Германия            | Трава      | Айсам-уль-Хак Куреши | Скотт Липски Трет Конрад Хьюи            | 6-3 6-4            |
| 8.  | 30 марта 2013    | Майами, США                | Хард       | Айсам-уль-Хак Куреши | Марцин Матковский Мариуш Фирстенберг     | 6-4 6-1            |
| 9.  | 20 октября 2013  | Стокгольм, Швеция (2)      | Хард (зал) | Айсам-уль-Хак Куреши | Йонас Бьоркман Роберт Линдстедт          | 6-2 6-2            |
| 10. | 9 февраля 2014   | Загреб, Хорватия           | Хард (зал) | Хория Текэу          | Филипп Маркс Михал Мертиняк              | 3-6 6-4 [10-2]     |
| 11. | 13 апреля 2014   | Касабланка, Марокко        | Грунт      | Хория Текэу          | Томаш Беднарек Лукаш Длоуги              | 6-2 6-2            |
| 12. | 27 апреля 2014   | Бухарест, Румыния          | Грунт      | Хория Текэу          | Марцин Матковский Мариуш Фирстенберг     | 6-4 6-4            |
| 13. | 22 июня 2014     | Хертогенбос, Нидерланды    | Трава      | Хория Текэу          | Сантьяго Гонсалес Скотт Липски           | 6-3 7-6(3)         |
| 14. | 3 августа 2014   | Вашингтон, США             | Хард       | Хория Текэу          | Сэмюэль Грот Леандер Паес                | 7-5 6-4            |
| 15. | 28 сентября 2014 | Шэньчжэнь, Китай           | Хард       | Хория Текэу          | Сэмюэль Грот Крис Гуччоне                | 6-4 7-6(4)         |
| 16. | 5 октября 2014   | Пекин, Китай               | Хард       | Хория Текэу          | Жюльен Беннето Вашек Поспишил            | 6-7(6) 7-5 [10-5]  |
| 17. | 26 октября 2014  | Валенсия, Испания          | Хард (зал) | Хория Текэу          | Кевин Андерсон Жереми Шарди              | 6-4 6-2            |
| 18. | 15 февраля 2015  | Роттердам, Нидерланды      | Хард (зал) | Хория Текэу          | Джейми Маррей Джон Пирс                  | 3-6 6-3 [10-8]     |
| 19. | 11 июля 2015     | Уимблдон                   | Трава      | Хория Текэу          | Джейми Маррей Джон Пирс                  | 7-6(5) 6-4 6-4     |
| 20. | 22 ноября 2015   | Финал Мирового тура ATP    | Хард (зал) | Хория Текэу          | Рохан Бопанна Флорин Мерджа              | 6-4 6-3            |
| 21. | 8 мая 2016       | Мадрид, Испания            | Грунт      | Хория Текэу          | Рохан Бопанна Флорин Мерджа              | 6-4 7-6(5)         |
| 22. | 4 марта 2017     | Дубай, ОАЭ                 | Хард       | Хория Текэу          | Рохан Бопанна Марцин Матковский          | 4-6 6-3 [10-3]     |
| 23. | 27 мая 2017      | Женева, Швейцария          | Грунт      | Хория Текэу          | Хуан Себастьян Кабаль Роберт Фара        | 2-6 7-6(9) [10-6]  |
| 24. | 25 августа 2017  | Уинстон-Сейлем, США        | Хард       | Хория Текэу          | Хулио Перальта Орасио Себальос           | 6-3 6-4            |
| 25. | 8 сентября 2017  | Открытый чемпионат США     | Хард       | Хория Текэу          | Марк Лопес Фелисиано Лопес               | 6-4 6-3            |
| 26. | 3 марта 2018     | Дубай, ОАЭ (2)             | Хард       | Хория Текэу          | Леандер Паес Джеймс Серретани            | 6-2 7-6(2)         |
| 27. | 24 августа 2018  | Уинстон-Сейлем, США (2)    | Хард       | Хория Текэу          | Леандер Паес Джеймс Серретани            | 6-4 6-2            |
| 28. | 12 мая 2019      | Мадрид, Испания (2)        | Грунт      | Хория Текэу          | Доминик Тим Диего Шварцман               | 6-2 6-3            |
| 29. | 27 октября 2019  | Базель, Швейцария          | Хард (зал) | Хория Текэу          | Райли Опелка Тейлор Фриц                 | 7-5 6-3            |
| 30. | 13 февраля 2022  | Даллас, США                | Хард (зал) | Марсело Аревало      | Ллойд Гласспул Харри Хелиёваара          | 7-6(4) 6-4         |
| 31. | 20 февраля 2022  | Делрей-Бич, США            | Хард       | Марсело Аревало      | Айсам-уль-Хак Куреши Александр Недовесов | 6-2 6-7(5) [10-4]  |
| 32. | 4 июня 2022      | Открытый чемпионат Франции | Грунт      | Марсело Аревало      | Иван Додиг Остин Крайчек                 | 6-7(4) 7-6(5) 6-3  |
| 33. | 23 октября 2022  | Стокгольм, Швеция (3)      | Хард (зал) | Марсело Аревало      | Ллойд Гласспул Харри Хелиёваара          | 6-3 6-3            |
| 34. | 14 января 2023   | Аделаида (II), Австралия   | Хард       | Марсело Аревало      | Иван Додиг Остин Крайчек                 | Без игры           |
| 35. | 19 февраля 2023  | Делрей-Бич, США (2)        | Хард       | Марсело Аревало      | Риз Сталдер Ринки Хидзиката              | 6-3 6-4            |
| 36. | 13 августа 2023  | Торонто, Канада            | Хард       | Марсело Аревало      | Раджив Рам Джо Солсбери                  | 6-3 6-1            |
| 37. | 7 января 2024    | Брисбен, Австралия         | Хард       | Ллойд Гласспул       | Кевин Кравиц Тим Пюц                     | 7-6(3) 5-7 [12-10] |

#### Поражения (24)
| №   | Дата             | Турнир                    | Покрытие   | Партнёр              | Соперники в финале                | Счёт                 |
| 1.  | 13 июля 2008     | Бостад, Швеция            | Грунт      | Юхан Брунстрём       | Йонас Бьоркман Робин Сёдерлинг    | 2-6 2-6              |
| 2.  | 10 мая 2009      | Белград, Сербия           | Грунт      | Юхан Брунстрём       | Лукаш Кубот Оливер Марах          | 2-6 6-7(3)           |
| 3.  | 20 июня 2009     | Хертогенбос, Нидерланды   | Трава      | Юхан Брунстрём       | Уэсли Муди Дик Норман             | 6-7(3) 7-6(8) [5-10] |
| 4.  | 2 августа 2009   | Умаг, Хорватия            | Грунт      | Юхан Брунстрём       | Михал Мертиняк Франтишек Чермак   | 4-6 4-6              |
| 5.  | 26 сентября 2009 | Бухарест, Румыния         | Грунт      | Юхан Брунстрём       | Михал Мертиняк Франтишек Чермак   | 2-6 4-6              |
| 6.  | 1 августа 2010   | Лос-Анджелес, США         | Хард       | Эрик Буторак         | Боб Брайан Майк Брайан            | 7-6(6) 2-6 [7-10]    |
| 7.  | 20 февраля 2011  | Мемфис, США               | Хард (зал) | Эрик Буторак         | Максим Мирный Даниэль Нестор      | 2-6 7-6(6) [3-10]    |
| 8.  | 6 ноября 2011    | Валенсия, Испания         | Хард       | Эрик Буторак         | Боб Брайан Майк Брайан            | 4-6 6-7(9)           |
| 9.  | 4 ноября 2012    | Париж, Франция            | Хард (зал) | Айсам-уль-Хак Куреши | Рохан Бопанна Махеш Бхупати       | 6-7(6) 3-6           |
| 10. | 24 февраля 2013  | Марсель, Франция          | Хард (зал) | Айсам-уль-Хак Куреши | Рохан Бопанна Колин Флеминг       | 4-6 6-7(3)           |
| 11. | 5 мая 2013       | Оэйраш, Португалия        | Грунт      | Айсам-уль-Хак Куреши | Сантьяго Гонсалес Скотт Липски    | 3-6 6-4 [7-10]       |
| 12. | 16 февраля 2014  | Роттердам, Нидерланды     | Хард (зал) | Хория Текэу          | Микаэль Льодра Николя Маю         | 2-6 6-7(4)           |
| 13. | 17 января 2015   | Сидней, Австралия         | Хард       | Хория Текэу          | Рохан Бопанна Даниэль Нестор      | 4-6 6-7(5)           |
| 14. | 20 мая 2015      | Ницца, Франция            | Грунт      | Хория Текэу          | Майкл Винус Мате Павич            | 6-7(4) 6-2 [8-10]    |
| 15. | 21 августа 2016  | Цинциннати, США           | Хард       | Хория Текэу          | Иван Додиг Марсело Мело           | 6-7(5) 7-6(5) [6-10] |
| 16. | 21 октября 2017  | Стокгольм, Швеция         | Хард (зал) | Айсам-уль-Хак Куреши | Оливер Марах Мате Павич           | 6-3 6-7(6) [4-10]    |
| 17. | 29 апреля 2018   | Барселона, Испания        | Грунт      | Айсам-уль-Хак Куреши | Марк Лопес Фелисиано Лопес        | 6-7(5) 4-6           |
| 18. | 4 ноября 2018    | Париж, Франция (2)        | Хард (зал) | Хория Текэу          | Марсель Гранольерс Раджив Рам     | 4-6 4-6              |
| 19. | 17 февраля 2019  | Роттердам, Нидерланды (2) | Хард (зал) | Хория Текэу          | Хенри Континен Жереми Шарди       | 6-7(5) 6-7(4)        |
| 20. | 4 августа 2019   | Вашингтон, США            | Хард       | Хория Текэу          | Майкл Винус Равен Класен          | 6-3 3-6 [2-10]       |
| 21. | 24 октября 2021  | Антверпен, Бельгия        | Хард (зал) | Уэсли Колхоф         | Фабрис Мартен Николя Маю          | 0-6 1-6              |
| 22. | 13 ноября 2021   | Стокгольм, Швеция (2)     | Хард (зал) | Айсам-уль-Хак Куреши | Сантьяго Гонсалес Андрес Мольтени | 2-6 2-6              |
| 23. | 26 февраля 2022  | Акапулько, Мексика        | Хард       | Марсело Аревало      | Фелисиано Лопес Стефанос Циципас  | 5-7 4-6              |
| 24. | 25 мая 2024      | Женева, Швейцария         | Грунт      | Ллойд Гласспул       | Марсело Аревало Мате Павич        | 6-7(2) 5-7           |

### Финалы челленджеров и фьючерсов в парном разряде (38)

#### Победы (20)
| №   | Дата             | Турнир                                  | Покрытие | Партнёр                 | Соперники в финале                        | Счёт              |
| 1.  | 3 сентября 2000  | Санто-Доминго, Доминиканская Республика | Грунт    | Луис Фернандо Манрике   | Джастин Лейн Мирко Пехар                  | 6-4 4-6 7-5       |
| 2.  | 17 ноября 2002   | Бриджтаун, Барбадос                     | Хард     | Райан Рассел            | Мирко Пехар Хавьер Таборга                | 6-4 4-6 6-1       |
| 3.  | 22 декабря 2002  | Трелони, Ямайка                         | Хард     | Райан Рассел            | Бьорн Манро Мэттью Рутерфорд              | 6-2 6-2           |
| 4.  | 22 мая 2004      | Фергана, Узбекистан                     | Хард     | Равен Класен            | Айсам-уль-Хак Куреши Харш Манкад          | 6-3 6-1           |
| 5.  | 5 сентября 2004  | Гуаякиль, Эквадор                       | Грунт    | Левар Харпер-Гриффит    | Мэтт Клингер Мэттью Хэнлин                | Без игры          |
| 6.  | 12 сентября 2004 | Гуаякиль, Эквадор                       | Грунт    | Левар Харпер-Гриффит    | Пабло Гонсалес Себастьян Декуд            | 2-6 7-5 6-3       |
| 7.  | 3 октября 2004   | Каракас, Венесуэла                      | Хард     | Марсио Торрес           | Альваро Лойола Рус Фелипе Парада          | 6-2 6-7(6) 6-4    |
| 8.  | 23 октября 2004  | Гавана, Куба                            | Хард     | Марсио Торрес           | Сандор Мартинес Брейхо Рикардо Чили Фонте | 7-6(2) 6-4        |
| 9.  | 23 января 2005   | Гватемала, Гватемала                    | Хард     | Марсио Торрес           | Тьяго Алвес Бруно Соарес                  | 4-6 6-3 6-2       |
| 10. | 11 июня 2005     | Тенерифе, Испания                       | Хард     | Трес Дэвис              | Даниэль Валлверду Херман Пуэнтес Альканис | 6-2 6-4           |
| 11. | 2 июля 2006      | Констанца, Румыния                      | Грунт    | Константинос Икономидис | Флорин Мерджа Хория Текэу                 | 7-6(1) 6-1        |
| 12. | 20 августа 2006  | Манта, Эквадор                          | Хард     | Эрик Нуньес             | Николас Монро Хория Текэу                 | 6-3 6-2           |
| 13. | 26 ноября 2006   | Пуэбла-де-Сарагоса, Мексика             | Хард     | Даниэль Гарса           | Хория Текэу Бруно Эчагарай                | 6-7(6) 6-3 [10-7] |
| 14. | 18 мая 2008      | Орхус, Дания                            | Грунт    | Давид Олейничак         | Фредерик Нильсен Мартин Педерсен          | 7-6(4) 2-6 [10-8] |
| 15. | 6 июля 2008      | Кордова, Испания                        | Хард     | Юхан Брунстрём          | Дик Норман Джеймс Серретани               | 6-4 6-3           |
| 16. | 27 июля 2008     | Познань, Польша                         | Грунт    | Юхан Брунстрём          | Альберто Мартин Сантьяго Хиральдо         | 4-6 6-0 [10-6]    |
| 17. | 25 января 2009   | Икике, Чили                             | Грунт    | Юхан Брунстрём          | Пабло Куэвас Орасио Себальос              | 6-3 6-4           |
| 18. | 7 июня 2009      | Простеёв, Чехия                         | Грунт    | Юхан Брунстрём          | Пабло Куэвас Доминик Хрбаты               | 6-2 6-3           |
| 19. | 14 июня 2009     | Лугано, Швейцария                       | Грунт    | Юхан Брунстрём          | Пабло Куэвас Серхио Ройтман               | Без игры          |
| 20. | 5 июля 2009      | Брауншвейг, Германия                    | Грунт    | Юхан Брунстрём          | Бриан Дабул Николас Массу                 | 7-6(2) 6-4        |

#### Поражения (18)
| №   | Дата             | Турнир                   | Покрытие   | Партнёр          | Соперники в финале                 | Счёт              |
| 1.  | 2 февраля 2003   | Монтего-Бей, Ямайка      | Хард       | Райан Рассел     | Карлос Берлок Андрес Дельяторре    | 2-6 6-2 2-6       |
| 2.  | 16 августа 2003  | Бухара, Узбекистан       | Хард       | Мирко Пехар      | Алексей Кедрюк Вадим Куценко       | 4-6 6-7(4)        |
| 3.  | 21 сентября 2003 | Мехико, Мексика          | Хард       | Бруно Эчагарай   | Хантли Монтгомери Андрес Педросо   | 7-6(3) 5-7 4-6    |
| 4.  | 14 марта 2004    | Четумаль, Мексика        | Хард       | Хорхе Харо       | Скотт Липски Дэвид Мартин          | 2-6 3-6           |
| 5.  | 14 мая 2004      | Андижан, Узбекистан      | Хард       | Пракаш Амритрадж | Алексей Кедрюк Орест Терещук       | 5-7 4-6           |
| 6.  | 27 июня 2004     | Алкмар, Нидерланды       | Грунт      | Дзюн Като        | Кристиан Вильягран Диего Хартфилд  | 2-6 3-6           |
| 7.  | 6 августа 2006   | Белу-Оризонти, Бразилия  | Хард       | Марсио Торрес    | Марсело Мело Андре Са              | 1-6 4-6           |
| 8.  | 22 октября 2006  | Богота, Колумбия         | Грунт      | Эрик Нуньес      | Марсело Мело Андре Са              | 4-6 6-7(5)        |
| 9.  | 10 июня 2007     | Юба-Сити, США            | Хард       | Эрик Нуньес      | Сэм Варбург Харел Леви             | 4-6 4-6           |
| 10. | 19 января 2008   | Майами, США              | Грунт      | Марсио Торрес    | Илья Бозоляц Душан Вемич           | 5-7 4-6           |
| 11. | 2 марта 2008     | Сантьяго, Чили           | Грунт      | Бриан Дабул      | Мариано Худ Эдуардо Шванк          | 3-6 3-6           |
| 12. | 23 марта 2008    | Сан-Луис-Потоси, Мексика | Грунт      | Марсио Торрес    | Филип Полашек Тревис Пэрротт       | 2-6 1-6           |
| 13. | 2 ноября 2008    | Пусан, Южная Корея       | Хард       | Юхан Брунстрём   | Рик де Вуст Эшли Фишер             | 2-6 6-2 [6-10]    |
| 14. | 26 апреля 2009   | Рим, Италия              | Грунт      | Юхан Брунстрём   | Симон Гройль Кристофер Кас         | 6-4 6-7(2) [2-10] |
| 15. | 3 мая 2009       | Тунис, Тунис             | Грунт      | Юхан Брунстрём   | Бриан Дабул Леонардо Майер         | 4-6 6-7(6)        |
| 16. | 9 августа 2009   | Сан-Марино               | Грунт      | Юхан Брунстрём   | Лукас Арнольд Кер Себастьян Прието | 6-7(4) 6-2 [7-10] |
| 17. | 6 июня 2010      | Простеёв, Чехия          | Грунт      | Юхан Брунстрём   | Марсель Гранольерс Давид Марреро   | 6-3 4-6 [6-10]    |
| 18. | 21 ноября 2021   | Хельсинки, Финляндия     | Хард (зал) | Харри Хелиёваара | Лукас Мидлер Александр Эрлер       | 3-6 6-7(2)        |

### Финалы турниров Большого шлема в смешанном парном разряде (1)

#### Победы (1)
| №  | Год  | Турнир                     | Покрытие | Партнёрша            | Соперники в финале        | Счёт           |
| 1. | 2014 | Открытый чемпионат Франции | Грунт    | Анна-Лена Грёнефельд | Юлия Гёргес Ненад Зимонич | 4-6 6-2 [10-7] |

## История выступлений на турнирах
По состоянию на 15 января 2024 года
Для того, чтобы предотвратить неразбериху и удваивание счета, информация в этой таблице корректируется только по окончании турнира или по окончании участия там данного игрока.
| Турнир                       | 2007          | 2009          | 2010          | 2011          | 2012   | 2013          | 2014          | 2015          | 2016  | 2017          | 2018          | 2019          | 2020          | 2021  | 2022          | 2023          | Итог   | В/П за карьеру |
| ---------------------------- | ------------- | ------------- | ------------- | ------------- | ------ | ------------- | ------------- | ------------- | ----- | ------------- | ------------- | ------------- | ------------- | ----- | ------------- | ------------- | ------ | -------------- |
| Турниры Большого шлема       |               |               |               |               |        |               |               |               |       |               |               |               |               |       |               |               |        |                |
| Открытый чемпионат Австралии | -             | -             | 3Р            | 1/2           | 3Р     | 3Р            | 2Р            | 1/2           | 1/4   | 3Р            | 2Р            | 1Р            | 2Р            | -     | 1Р            | 1/4           | 0 / 13 | 25-13          |
| Открытый чемпионат Франции   | -             | 2Р            | 1Р            | 1Р            | 1/2    | 3Р            | 3Р            | 1/2           | 2Р    | 3Р            | 1Р            | 1/4           | 3Р            | 3Р    | П             | 1/4           | 1 / 15 | 32-14          |
| Уимблдонский турнир          | К             | 2Р            | 1Р            | 2Р            | 3Р     | 3Р            | 3Р            | П             | 1Р    | 1Р            | 2Р            | 1/4           | НП            | 1Р    | 1Р            | 2Р            | 1 / 14 | 19-13          |
| Открытый чемпионат США       | -             | 1Р            | 1Р            | 2Р            | 1/2    | 1/4           | 3Р            | 1/4           | 3Р    | П             | 2Р            | 1Р            | 1/2           | 3Р    | 1/2           | 3Р            | 1 / 15 | 31-14          |
| Итог                         | 0 / 1         | 0 / 3         | 0 / 4         | 0 / 4         | 0 / 4  | 0 / 4         | 0 / 4         | 1 / 4         | 0 / 4 | 1 / 4         | 0 / 4         | 0 / 4         | 0 / 3         | 0 / 3 | 1 / 4         | 0 / 4         | 3 / 57 |                |
| В/П в сезоне                 | 0-1           | 2-3           | 2-4           | 6-4           | 11-4   | 9-4           | 7-4           | 16-3          | 6-4   | 10-3          | 3-4           | 6-4           | 6-3           | 4-3   | 10-3          | 9-4           |        | 107-54         |
| Олимпийские игры             |               |               |               |               |        |               |               |               |       |               |               |               |               |       |               |               |        |                |
| Летняя олимпиада             | Не проводился | Не проводился | Не проводился | Не проводился | 1Р     | Не проводился | Не проводился | Не проводился | 1Р    | Не проводился | Не проводился | Не проводился | Не проводился | 2Р    | Не проводился | Не проводился | 0 / 3  | 1-2            |
| Итоговые турниры             |               |               |               |               |        |               |               |               |       |               |               |               |               |       |               |               |        |                |
| Итоговый турнир ATP          | -             | -             | -             | -             | Группа | Группа        | Группа        | П             | -     | Группа        | -             | Группа        | -             | -     | Группа        | -             | 1 / 8  | 7-16           |

К — проигрыш в отборочном турнире.
| Турнир                       | 2009          | 2010          | 2011          | 2012  | 2013          | 2014          | 2015          | 2016  | 2017          | 2018          | 2019          | 2020          | 2021  | 2022          | 2023          | Итог   | В/П за карьеру |
| ---------------------------- | ------------- | ------------- | ------------- | ----- | ------------- | ------------- | ------------- | ----- | ------------- | ------------- | ------------- | ------------- | ----- | ------------- | ------------- | ------ | -------------- |
| Турниры Большого шлема       |               |               |               |       |               |               |               |       |               |               |               |               |       |               |               |        |                |
| Открытый чемпионат Австралии | -             | -             | -             | 1Р    | 1Р            | 1Р            | 1Р            | 2Р    | 2Р            | 2Р            | 2Р            | 2Р            | -     | -             | 1Р            | 0 / 10 | 5-10           |
| Открытый чемпионат Франции   | -             | -             | 1Р            | -     | 2Р            | П             | 2Р            | 1Р    | 2Р            | 2Р            | 1Р            | НП            | -     | 1Р            | 1Р            | 1 / 10 | 9-9            |
| Уимблдонский турнир          | 2Р            | 1Р            | 1Р            | 1Р    | 1/2           | -             | 2Р            | 2Р    | 2Р            | 1/4           | 2Р            | НП            | 1/4   | 2Р            | 2Р            | 0 / 13 | 11-13          |
| Открытый чемпионат США       | -             | -             | 2Р            | 1/4   | 2Р            | 1Р            | -             | 1Р    | -             | -             | -             | НП            | -     | -             | 1/4           | 0 / 6  | 6-6            |
| Итог                         | 0 / 1         | 0 / 1         | 0 / 3         | 0 / 3 | 0 / 4         | 1 / 3         | 0 / 3         | 0 / 4 | 0 / 3         | 0 / 3         | 0 / 3         | 0 / 1         | 0 / 1 | 0 / 2         | 0 / 4         | 1 / 39 |                |
| В/П в сезоне                 | 1-1           | 0-1           | 1-3           | 2-3   | 6-4           | 5-2           | 1-3           | 1-4   | 2-3           | 4-3           | 1-3           | 1-1           | 2-1   | 1-2           | 3-4           |        | 31-38          |
| Олимпийские игры             |               |               |               |       |               |               |               |       |               |               |               |               |       |               |               |        |                |
| Летняя олимпиада             | Не проводился | Не проводился | Не проводился | -     | Не проводился | Не проводился | Не проводился | 1Р    | Не проводился | Не проводился | Не проводился | Не проводился | -     | Не проводился | Не проводился | 0 / 1  | 0-1            |